# Idioma misio
El idioma misio hablado por los misios que habitaban la región de Misia en el noroeste de Anatolia. Se tiene pocos datos sobre el misio. Estrabón notó similitudes con el lidio y con el frigio. Y, por tanto, frecuentemente se considera que una lengua indoeuropea posiblemente del grupo anatolio o paleobalcánico. Sin embargo, un pasaje de Ateneo sugiere que el misio estaba relacionado con el idioma peonio hablado en el ver Reino de Peonia y situado al norte del Reino de Macedonia.

Situación de la actual provincia turca de Balikesir, cuya localización se corresponde aproximadamente con la antigua Misia.

Se conserva una breve inscripción que podría ser un fragmento de misio y que data de entre los siglos V y III a. C., encontrada en la aldea de Üyücek en el distrito Tavşanlı de la provincia de Kütahya. Ese breve inscripción parece mostrar una lengua indoeuropea. Sin embargo, no se sabe con seguridad si la inscripción contiene un fragmento de misio o es simplemente el dialecto frigio hablado en la región de Misia.[cita requerida] La inscripción de acuerdo con la lectura que Friedrich hace de ella es:
ΛΙΚΕC : ΒΡΑΤΕΡΑΙC : ΠΑΤΡΙΖΙ : ΙCΚ
likes : braterais patrizi isk (transliteración)
Las palabras braterais patrizi isk se han interpretado como para [los] hermanos y padres, mientras que Likes es posiblemente un antropónimo.